# Скрапбукинг

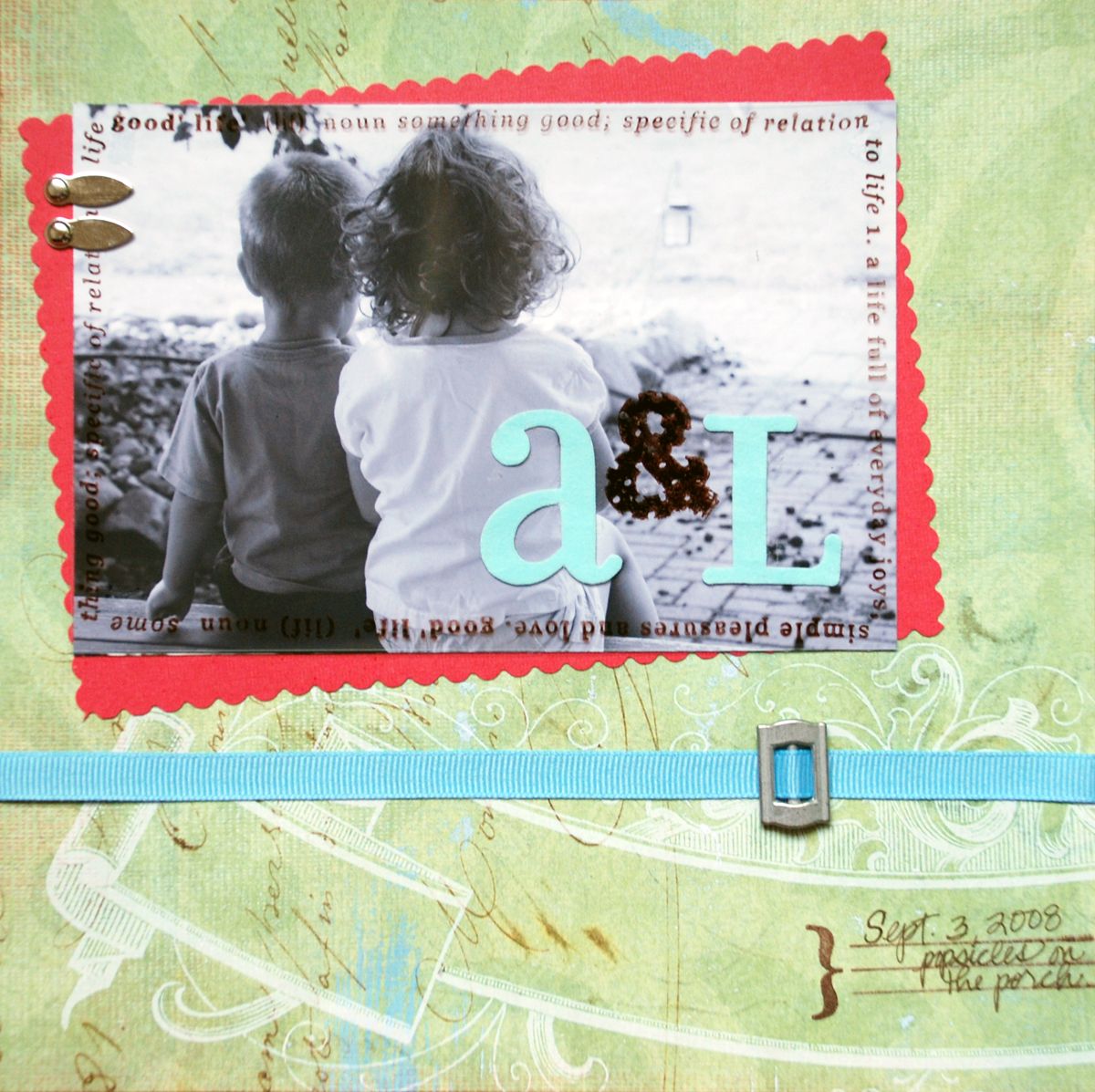
Пример скрап-страницы

Скрапбу́кинг, скрэпбу́кинг (англ. scrapbooking ← scrapbook от scrap «вырезка» + book «книга», дословно — «книга из вырезок») — вид рукодельного искусства, заключающийся в изготовлении и оформлении семейных или личных фотоальбомов.
Этот вид творчества представляет собой способ хранения личной и семейной истории в виде фотографий, газетных вырезок, рисунков, записей и других памятных мелочей, используя своеобразный способ сохранения и передачи отдельных историй с помощью особых визуальных и тактильных приёмов вместо обычного рассказа. Основная идея скрапбукинга — сохранить фотографии и другие памятные вещи о каких-либо событиях на длительный срок для будущих поколений.
В англо-русских словарях обычно присутствует более широкий перевод термина скрапбу́к: альбом для наклеивания вырезок или альбом для вырезок из печатных изданий, изображений, фотографий, но обычно этот термин принято относить именно к специальным образом декорированным фотоальбомам, состоящим из отдельных листов, каждый из которых представляет законченную мысль, выраженную фотоколлажем. Такие альбомы могут охватывать самые разнообразные темы: свадьбу, юбилей, рождение ребёнка, каникулы на море и так далее.
Следует заметить, что скрапбукинг не ограничивается созданиями классических альбомов — в коллекциях мастеров скрапбукинга встречаются также альбомы-аккордеоны (лепорелло), альбомы в виде домиков, альбомы в виде коробочек/корзиночек, и даже отдельные открытки (так называемый кардме́йкинг, или кардмэ́йкинг, англ. cardmaking, букв. «изготовление открыток»). Существует и так называемый «цифровой скрапбукинг», использующий для оформления и украшения фотографий различные компьютерные приложения (универсальные графические редакторы или специализированное программное обеспечение, предназначенное для обработки фотографий и обрамления рамками различного вида и формы, например Scrapbook MAX!, Wondershare Scrapbook Studio, PhotoMix, ScrapbookFlair, ArcSoft Scrapbook Creator Memories Edition и «Мастер Коллажей»). При помощи стандартных средств в приложениях создаётся вид отдельной страницы или целого фотоальбома, которые потом могут быть выведены на печатное устройство, или сохранены в виде файлов в графических форматах.
Работу по созданию скрапбуков упрощает множество шаблонов, заготовок самых разных форм, использующие различные виды креплений (кольца, ленты, пружинки). Можно и самому изготовить заготовку, вырезав её из плотного картона, в виде силуэтов сердечка, замка, домика, цветочка и других декоративных элементов.

## История

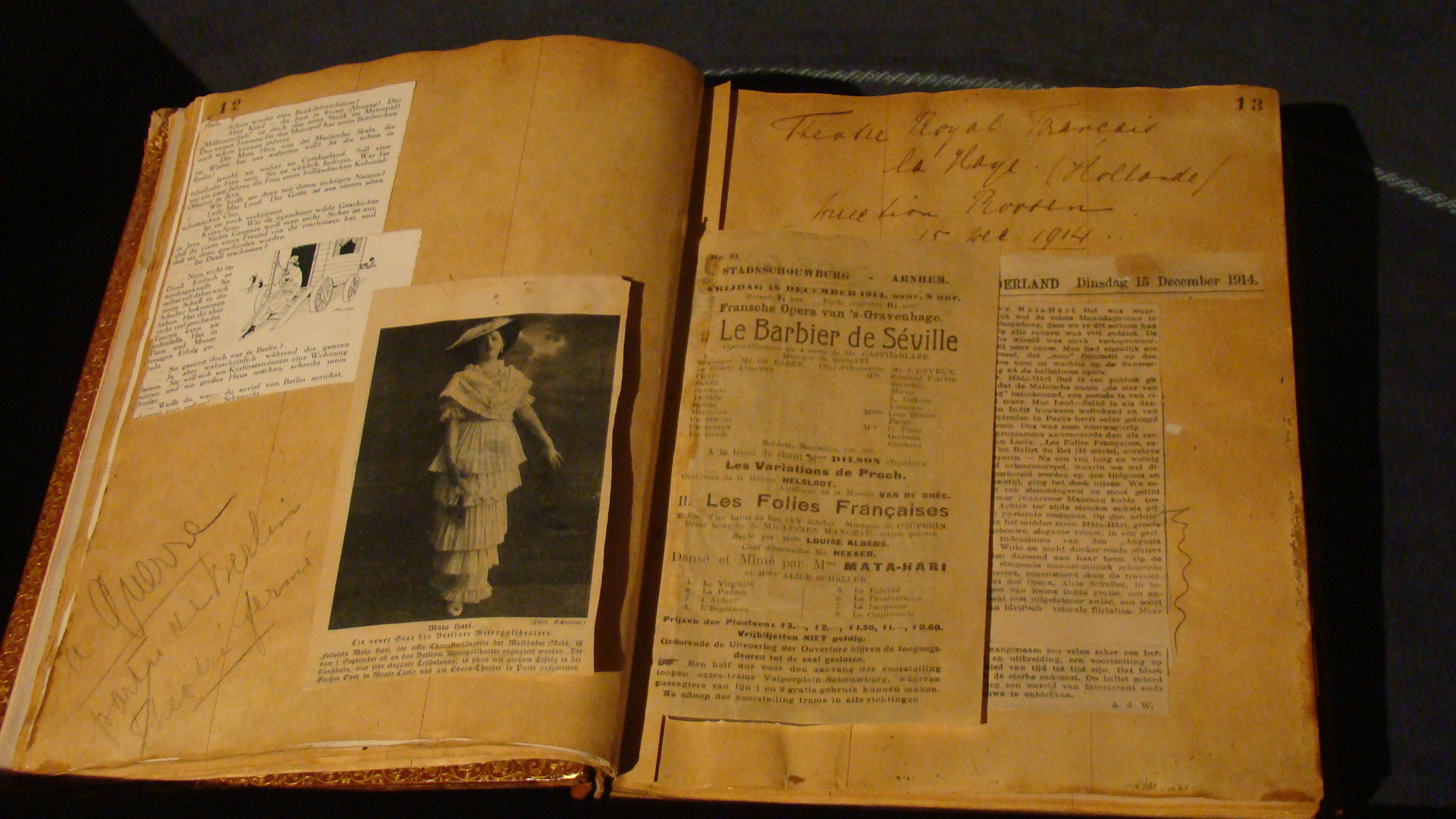
Скрапбук Маты Хари

Собирание альбомов с вырезками и памятными вещами впервые упоминается в 1598 году. В то время начали собирать поэмы, цитаты и собственные наблюдения и вклеивать их в обычные книги. В Англии становились популярными тетради для записи любимых стихов, памятных афоризмов и цитат (англ. commonplace books). Так, в 1706 году была напечатана книга философа Джона Локка под названием New Method of Making Commonplace books. Примерно в то же время появились так называемые «книги друзей» (англ. friendship books): в Германии девушки собирали волосы своих подруг и свивали из них сложные узоры, украшая их лентами и цветами. Вместе с тем тетради для записей отличались от современного скрапбукинга, поскольку содержали только некую разрозненную подборку текстов, в то время как в скрапбуках обычно уделяется внимание и подчёркивается определённый человек или событие.
Свою современную форму скрапбукинг принял в XVII веке. В 1826 году в Германии начали активно собирать вырезки из альбомов, поскольку стали печататься альбомы с изображениями, гравюрами и литографиями. Но настоящий фурор произвела книга Джона Пула (англ. John Poole) под названием Manuscript Gleanings and Literary Scrapbook, в которой описывали различные способы творчески оформить стихи, записи и другие вырезки. Сам термин «скрапбукинг» появился в 1830-х годах.

### История развития скрапбукинга на Западе

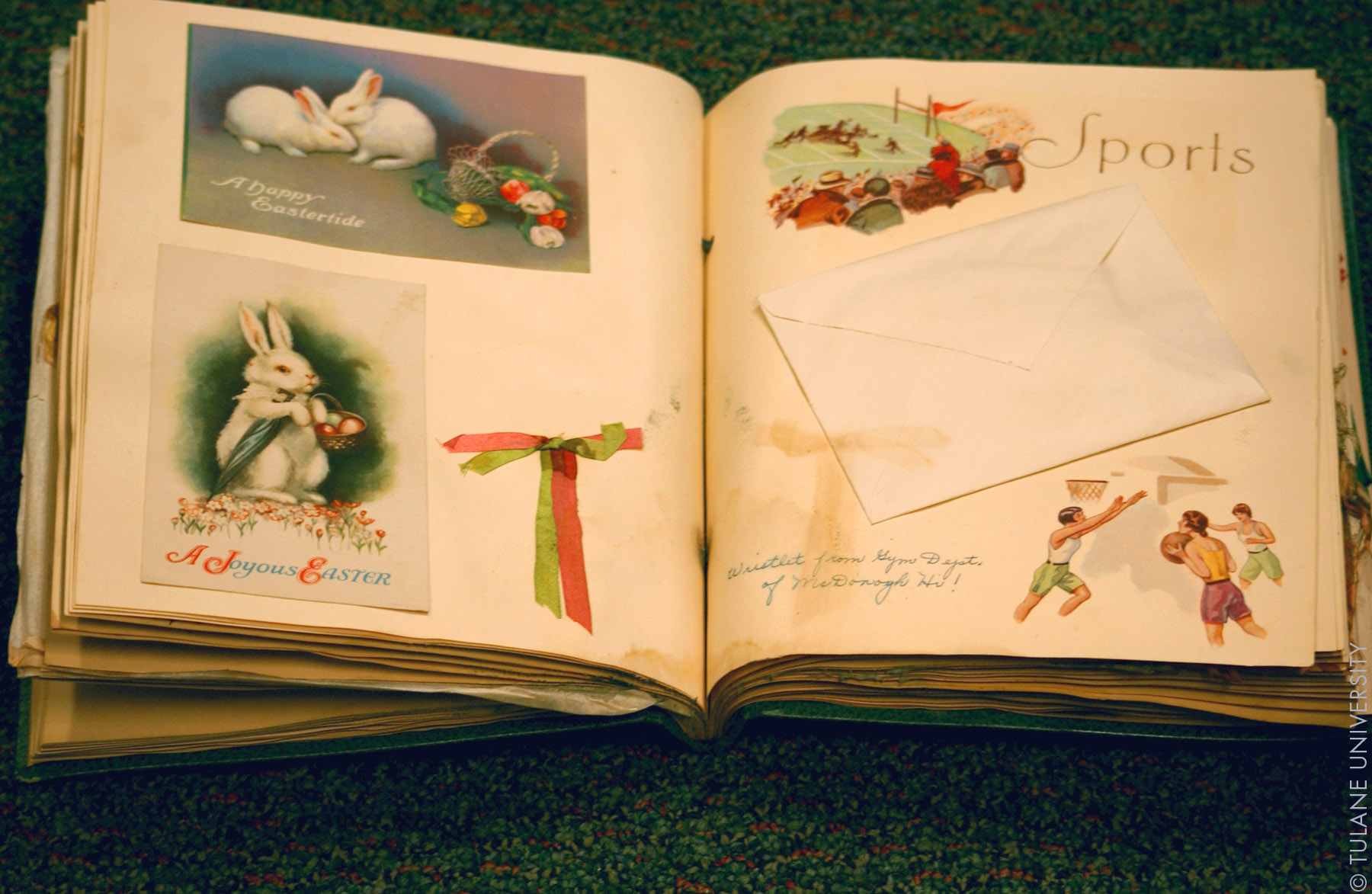
Старинный скрап-альбом

В 1775 году в свет вышла книга об истории Англии, автором которой стал Джеймс Грейнджер. Книга осталась бы незамеченной, если бы не один факт: её последние страницы остались пустыми для заполнения читателями. Вскоре многие авторы стали прибегать к таким уловкам, тем самым намекая, что книга хоть и имеет конкретный тираж, но персонализировать её может каждый. Кроме того, чуть позже известные книгопечатники занялись тиражированием ежедневников и школьных дневников, которые очень полюбились женской части населения Европы. Теперь юные леди делали в своих тетрадках необходимые записи и пометки, не забывая при этом и всячески украшать их.
Важным этапом в развитии скрапбукинга стало появление фотографии. Первые опыты в этом направлении проводил Жозеф Нисефор Ньепс, в 1826 году он создал первые образцы фотографий. К концу XIX века ещё один изобретатель по имени Джордж Истмэн явил миру простенькую фотокамеру, которая открыла перед поклонниками скрапбукинга просто потрясающие горизонты.
В 1872 году Марк Твен, известный писатель, запатентовал свой «самостоятельно наполняемый» альбом, неотъемлемой частью которого были полоски клея на страницах для закрепления на них памятных мелочей. К 1901 году создал более 57 разновидностей этих альбомов.
В 1976 году на Всемирной конференции Записей (World Conference of Records) семья Кристенсен, из штата Юта, выставила напоказ свои 50 альбомов, посвящённые истории своей семьи. После того, как появился интерес к их альбомам, они решили написать книгу об искусстве скрапбукинга «Ожившие воспоминания». В 1981 году Мэриэлен вместе с мужем основали первый магазин для любителей скрапбукинга, а в 1996 году они создали первый в мире интернет-сайт, через который можно было заказывать товары для изготовления альбомов. На данный момент скрапбукинг — это одно из самых распространённых хобби среди американских женщин, оборот индустрии по которому с 1990 года составил более двух миллиардов долларов.

### История развития скрапбукинга в России, СССР и странах СНГ
В XVIII веке в России появились рукописные альбомы, которые украшались самыми разнообразными элементами; причём изготавливались такие альбомы как мужской, так и женской частью населения. Эта традиция пришла из Западной Европы, в основном из Германии и Франции (кстати, само слово «альбом» пришло из французского языка). В советские времена традиция ведения памятных альбомов не только не утратила своей популярности, но и получила ощутимый толчок за счёт распространения фотографии и фотоаппаратов, а одним из ярчайших примеров подобного творчества со стороны мужской части населения были так называемые дембельские альбомы. Но до самого подхода к сохранению воспоминаний, именуемого скрапбукингом, было ещё далеко.
Первое документальное упоминание непосредственно о скрапбукинге в постсоветском пространстве прозвучало в одноимённой теме форума Осинка от 31 января 2006 года от имени Екатерины Беликовой. Год спустя Екатерина произвела первую попытку собрать всю существовавшую на тот момент информацию по скрапбукингу воедино, создав ресурс «Всё о скрапбукинге от Кати Беликовой», на котором выложила в том числе собственноручно выполненные переводы некоторых англоязычных статей, а в память о создании самого первого источника информации скрап-мастерицы решили праздновать День русского скрапа (или День скрапбукинга в России), который отмечается 31 января.
В конце августа — начале сентября 2008 года усилиями сразу нескольких скрап-мастериц был создан ресурс Скрап-Инфо, организаторы которого свели в одном месте как возможность обучения и преподавания (в виде статей, мастер-классов, а также различных конкурсов), так и возможность общения на форуме, а с апреля 2009 года начали выпускать специализированный журнал по скрапбукингу на русском языке.
По мере того, как информация о скрапбукинге становилась всё более доступной, само направление становилось всё более и более популярным, причём наряду с интернет-магазинами начали появляться специализированные клубы, связанные с данным увлечением, например Артуголок и Скрапледи (Москва), Скрапклуб и Скрапбукшоп (Санкт-Петербург), Скрапстудия Sun House (Самара) и другие.

## Материалы, инструменты и технология

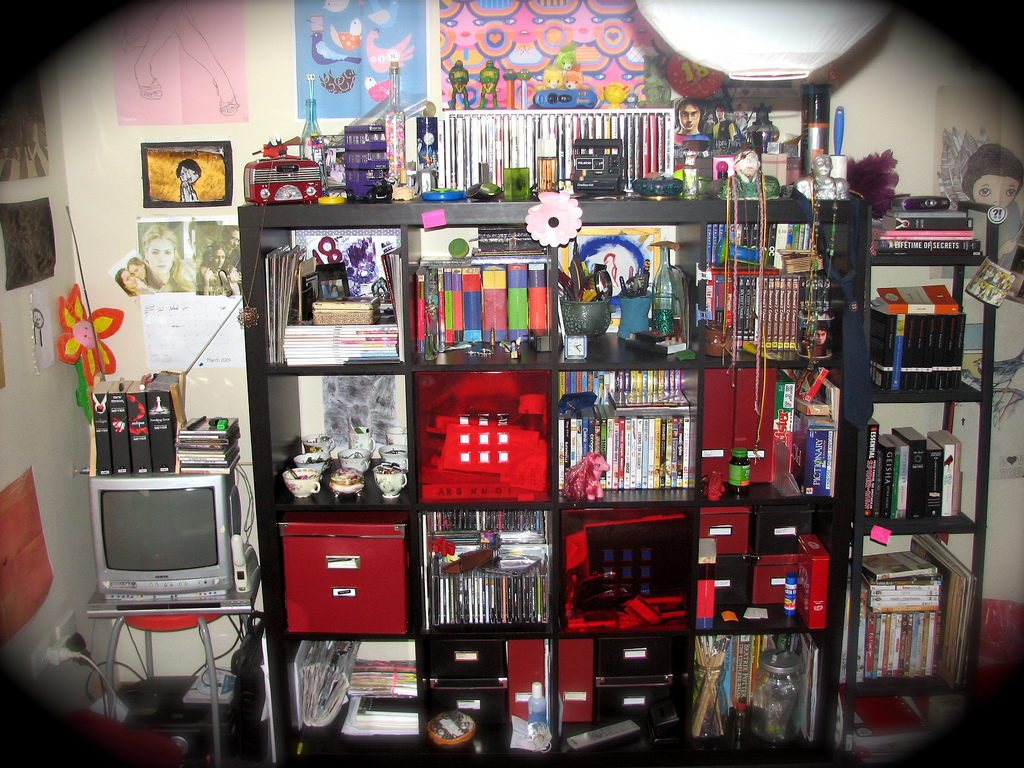
Хранение скрап-инструментария

Скрап-страницы и скрап-альбомы рассчитаны на длительное хранение, поэтому сама техника использует специальные материалы, чтобы со временем не ухудшилось качество: не пожелтела бумага, не рассыпались и не отвалились фотографии, не деформировались страницы и так далее. Все материалы, с которыми контактируют фотографии, должны быть химически нейтральными, то есть без химической кислоты и лигнина (acid-free and lignin-free), включая бумагу, клей, маркеры и этикетки. Данный подход позволяет хранить фотографии очень продолжительное время.
Увлечение скрапбукингом означает, что практически к любому празднику Вы сможете сделать уникальный и индивидуальный подарок, но будьте готовы к возможным трудностям:
1. Это хобби не является дешёвым ни в плане материалов, ни в плане инструментов (хотя в некоторых случаях допускается использовать альтернативные заменители некоторого инструментария);
2. Для оптимального использования элементов придется вспоминать (или изучать) иностранные языки;
3. Для хранения всех аксессуаров потребуется довольно много места, а для создания своих творений — довольно много времени;
4. Даже с учётом интенсивного развития скрапбукинга на постсоветском пространстве некоторую часть аксессуаров до сих пор проще приобретать через иностранные магазины при помощи банковской карты или через почту;
5. Несмотря на специальные материалы, хранить свои работы лучше в месте, недоступном прямым солнечным лучам, резким перепадам температур, а также недоступном для маленьких детей.

### Бумага
Бумага для скрапбукинга выпускается специальная, чаще всего в формате 30х30 см, но не обязательно в таком формате (более востребованный размер — 20x20 см), это цветная и узорная бумага, которая может быть также украшена блёстками, лаковыми или бархатными деталями. Кроме бумаги, можно использовать кальку, (веллум) разных цветов и узоров, а также картон (в том числе гофрированный), цветную бумагу для пастели, акварельную бумагу, плёнку, крафт-бумагу (упаковочную). Часто применяется и плотный картон: например, для создания обложек к альбому. Мастерицам доступно множество ресурсов, где можно скачать (бесплатно или за небольшую сумму) и распечатать фоны для скрапбукинга в хорошем качестве. Но нужно понимать, что в этом случае бумага не будет архивной.

### Другие материалы
Для украшения скрап-страниц можно использовать как производимые промышленным способом наборы объёмных элементов (брадсы), люверсы, стразы, половинки «жемчужинок», готовые цветочки и заготовки к ним, объемные буквы, рамочки, чипборд, различные виды пуговиц, в том числе отдельные выпуски в виде пчёлок, сердечек, звёздочек, ключиков, рыбок, корон, часиков, ракушек, чашечек, даже очков — такие пуговицы могут не иметь дырочек или ножки для пришивания, то есть существуют исключительно для декоративного приклеивания), так и найденные дома порванные цепочки, ракушки и плоские камешки с моря, колёсики от часов, плоские серёжки и термонаклейки для одежды, бантики от подарков и упаковки, бумажные салфетки с тиснением — всё идёт в дело. А в специальных наборах для скрапбукинга в дополнение к бумаге и картону зачастую вкладываются готовые объёмные наклейки, ярлычки, украшения и прочие декоративные элементы. Можно разнообразить свою работу и картинками, узорами и надписями (обычных или в виде так называемых «натирок», переводных картинок).
Особой популярностью пользуются памятные элементы: ярлычки от одежды, авиабилеты, билеты в кино и обычные билеты, буклеты, визитки, меню, карты местности, записки и списки, письма и конверты, вырезки из журналов, страницы из старых книг, упаковочные пакеты, кусочки тканей, лент, кружев и так далее. Например, в детском альбоме можно сохранить бирочку из роддома, в конвертике — локон волос, в свадебном альбоме — пример приглашения или гостевой карточки с праздничного стола.

### Инструменты

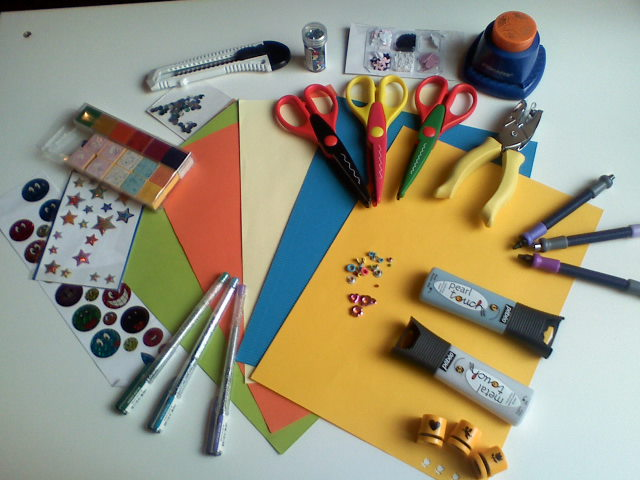
Принадлежности для скрапбукинга

Для склеивания материалов и элементов используются различные виды клея и клеящих средств: универсальный клей для приклеивания мелких металлических и пластмассовых деталей (например, пуговиц или ключиков), клей-карандаш для бумажных деталей и приклеивания фотографий, клей-спрей для больших деталей и фонов, клеящие подушечки с различными размерами, формами и толщиной для приподнимания элементов над поверхностью, клеящий пистолет, двухсторонний скотч и так далее. Однако не надо забывать, что к клеящему инструментарию, как и к бумаге, применяются повышенные требования: как минимум бескислотность и прозрачность.
Для разрезания бумаги используются ножницы и резаки разных видов. Ножницы бывают с фигурными краями, например волнообразными, зигзагообразными, в виде фестонов. Края бумаги можно оформить фигурными дыроколами, они могут фигурно обрезать край или сделать декоративные отверстия по краю, помогут добиться эффекта кружева или фотоплёнки. Кроме того, при помощи фигурных дыроколов можно быстро вырезать круг, листочек, сердечко, веточку и так далее. Из таких «надыроколенных» элементов легко сложить, например, букетик цветов для украшения скрап-страницы.
Важную роль в скрапбукинге играют и пишущие инструменты: карандаши (например, акварельные), ручки (архивного качества, то есть с невыцветающими чернилами), маркеры (лаковые, которые пишут по фото), маркеры с эффектами — бархата, объёма, с блёстками. Клей-глиттер также помогает оформить буквы или украсить элементы. Существуют маркеры с двумя наконечниками: тонким для письма, и кистью — для раскрашивания картинок, букв, оттисков штампов. Надписи можно также делать каллиграфическим пером или ручкой с имитацией каллиграфического наконечника. Но перед использованием любого из перечисленных инструментов не забудьте проверить, что они относятся к химически нейтральным.

### Базовые техники
Первая же проблема, с которой сталкиваются все начинающие скрапбукеры — это проблема расположения элементов на странице. Ведь необходимо оформить страницу так, чтобы и центральный её элемент (чаще всего — фотография) не терялся, и по вспомогательным элементам можно было легко восстановить историю, связанную с этим элементом. Зачастую решить эту проблему можно при помощи скраплифтинга, то есть «позаимствовать» удачную и подходящую для конкретного случая схему расположения от более опытных скрапбукеров, но можно попробовать и такой универсальный способ: страница делится на число квадратов, соответствующее числу всех элементов страницы. Не стоит забывать об анализе каждой из составляющих анатомии страницы: заголовок, основной фон, дополнительный фон, подложка, украшения, журналинг. Последний представляет собой один из самых важных элементов скрап-страницы — текстовую подпись, описывающую конкретный элемент, для облегчения поиска воспоминаний или даже изложения небольшой истории об этом элементе.
Чтобы добавить своей работе изыска, используют различные техники и приёмы, и для них производятся специальные средства. Для «состаривания» бумаги — чернила и губки с наждачной поверхностью, для тиснения — доски и инструменты, для «горячего тиснения» — клей, пудра, фен, для имитации вышивки — колёсики, пробивающие в бумаге дырочки, для штампинга — всевозможные штампы (резиновые и полимерные) и чернильные подушечки (с различными свойствами), и тому подобное.
Можно выделить несколько «базовых» техник, позволяющих значительно разнообразить странички вплоть до воплощения самых смелых задумок:
- Дистрессинг (англ. distress — бедствие)[О 5]. Одна из самых популярных техник, с помощью которой состаривают странички. Варианты применения данной техники: создание рваного края[Т 4], использование дистрессовых чернил, кракелюр[Т 5], тонирование, состаривание бумаги, создание потёртостей, царапин и так далее.
- Эмбоссинг (буквальное значение — выдавливать выпуклый рисунок)[О 6]. У этой техники есть две разновидности: метод тиснения (создаётся посредством выдавливания рисунка через трафарет на бумагу, фольгу или тонкий лист металла) и влажный эмбоссинг (получается посредством нагревания и плавления специальной пудры).
- Штампинг[О 7] позволяет с помощью чернил и штампов, а также различных аппликаторов создавать эффекты, ограничиваемые только фантазией скрапбукера.

Многие мастера прошивают свои скрап-страницы на швейной машинке, и декоративную роль уже играют различные строчки, или добавляют ткань в работу, или вовсе делают страницу из ткани и пришивают на неё фото.
Используются также и другие художественные приемы, такие, как вышивка, квиллинг, поп-ап, декупаж, айрис-фолдинг (радужное складывание), оригами и прочие приемы рукодельного мастерства.
Основа альбома — обложка. Ее обычно делают из пивного картона, клеят синтепон, приглаживают и обклеивают тканью, кожей или кожзамом.

## Стили
Можно выделить следующие базовые стили, используемые для создания скрап-страниц:
| Vintage (Ложностаринный стиль). Для этого стиля характерно использование старинных фотографий или картинок из состаренных элементов, а также любых «исторических» предметов: старых открыток, марок, украшений, актуальных в период, по которому формируется страничка. Цветовую гамму обычно подбирают под стать времени, которое отражает страничка в стиле винтажа.                                                       | Heritage (Наследие). Используется для оформления старинных фотографий. Характерная особенность — использование цветовых гамм, характерных для тех периодов, из которых заимствованы фотографии. |
| European. Европейский стиль, основной признак — строгость и сдержанность. Основная используемая техника — разрезание фотографий с помощью специальных инструментов. Обычно отличаются единым принципом и сюжетом фотографий и минимумом украшений. Отличительная черта — значительное (обычно больше трех) количество фотографий на одной страничке.                                                                         | American. Американский стиль является классическим в скрапбукинге, его главное отличие — большое количество самых различных украшений, которое, тем не менее, является сбалансированным для текущей странички, не доминирует над фотографией. |
| Shabby chic (Потёртый шик). Также известен как «ложностарый», «ложноиспользованный» с элементами шика. Основное отличие от других стилей — использование ложносостаренных, с эффектом продолжительного использования, элементов: ленточек с разлохмаченными краями, надорванных фонов, с различными потертостями, примятые. В качестве фонов чаще всего используются умеренные цвета (нежно-розовые, салатовые, пастельные). | Clean and Simple (Чисто и Просто). Используется минимум простых украшений. Главное отличие от других стилей — «квадратность» его элементов, четкость линий, простой графический подход, единый используемый шрифт (возможна вариация размеров шрифта для выделения различных элементов странички). Обычно в качестве фона используется светлый однородный цвет. Зачастую странички в этом стиле выглядят как собранная мозаика — ничего лишнего. |
| Mixed media. Смешение стилей, материалов и различных техник. Самое главное и самое сложное — не перегрузить страничку изобилием стилей, а также не пытаться сочетать несочетаемое. | Free style (Свободный стиль). Основные черты — светлый фон, смелые цветовые сочетания, заголовок и журналинг, сделанные вручную при помощи карандашей или фломастеров. |